# XL Airways
XL Airways – brytyjska czarterowa linia lotnicza z siedzibą w Crawley oferująca głównie loty czarterowe do państw basenu Morza Śródziemnego. Była częścią XL Leisure Group.
12 września 2008 XL Leisure Group ogłosiło bankructwo, a XL Airways zawiesiło wykonywanie wszystkich operacji lotniczych.